# Voodoo Moon
Voodoo Moon är en amerikansk-kanadensisk TV-film från 2005 med filmmanus och regi av Kevin VanHook.

## Handling
En demon förstör en hel stad och räddar en ung pojke och hennes syster. 20 år senare är systern en artist med telepatiska färdigheter, och brodern har blivit besatt av att jaga rätt på demonen som förstörde hans stad. Tillsammans slåss de för att förstöra den ondska som kan förgöra dem bägge.

## Rollista
| Eric Mabius        | – Cole          |
| Charisma Carpenter | – Heather       |
| Rik Young          | – Daniel        |
| Jeffrey Combs      | – Frank Taggert |
| Jayne Heitmeyer    | – Lola          |
| Dee Wallace        | – Mary-Ann      |
| John Amos          | – Dutch         |
| Reynaldo Gallegos  | – Ray           |
| Kim Hawthorne      | – Diana         |
| David Jean Thomas  | – Jean-Pierre   |
| Kelley Hazen       | – Helen Taggert |